# مستند پایان بازی
مستند پایان بازی (فروشنده ۳) در تاریخ ( سه شنبه ۱۴۰۰/۱/۲۹) از شبکه سه سیما منتشر شد. این مستند به بررسی  مذاکرات هسته ای ایران از وین تا برجام پرداخته و وقایع همسو با مذاکرات هسته ای را بازخوانی میکند. 
ماهیت این برنامه در مدت زمان بیست دقیقه بر روی آنتن رفت و قصد داشت درباره همه‌چیز،از انتخابات ریاست جمهوری ۱۳۹۶ گرفته تا برجام و رابرت مالی و بایدن و ترامپ و صندوق برادران راکفلر نظریه‌پردازی کند. طبق گفته ها و نظر،نظریه پردازان ماهیت این مقاله برای تخریب دولت دوازدهم به خصوص محمد جواد ظریف بوده است. پس از پخش این مستند واکنش های بسیار زیادی از جانب جناح اصلاح طلب و هواداران دولت را نیز به خود برانداخته است.

## واکنش ها
- حسام الدین آشنا، مشاور فرهنگی رئیس جمهوری در رشته توئیتی به برنامه جدید صدا و سیما علیه دولت و تیم مذاکره کننده هسته‌ای واکنش نشان داد و نوشت:

اعتدال بی طرفی در نبرد حق و باطل نیست چرا که حق عین عدل است و باطل چیزی جر افراط و تفریط نسبت ب حق نیست.
- علیرضا معزی، معاون ارتباطات دفتر ریاست‌جمهوری، عصر دیروز در توییتی نوشته بود، با وجود موافقت رییس سازمان صداوسیما برای پخش زنده سخنرانی‌های دکتر روحانی در نشست‌های رمضان، دیدار رییس جمهور با فعالان سیاسی به دلیل مخالفت رییس شبکه خبر، از آنتن زنده حذف شد. چند ساعت بعد از این توییت شبکه سه در بهترین ساعت آنتن تلویزیون و پس از پخش مسابقه فوتبال این برنامه تخریبی علیه دولت را پخش کرد. بعد از این اتفاق معزی در تویییتی دیگر نوشت:

گزارش یک روز معمولیِ رسانه‌ای ملی
- گرفتن آنتن زنده شبکه خبر از رییس‌جمهور علی‌رغم هماهنگی‌ها
- پخش مستند علیه ⁧ برجام⁩ از شبکه سه بعد از فوتبال
- انتشار اخبار غیر موثق به نقل از ⁧ منبع آگاه⁩ علیه تیم مذاکره‌کننده خودی، از  «پرس‌تی‌وی»

- مهم‌تر آن‌که رسانه ملی، پس از ظهور ⁧ کلاب هاوس⁩، به شدت آزرده و معترض بود که چرا تا وقتی آن‌ها هستند، پلتفرمی خارجی باید میزبانِ بی‌طرف گفتگوهای شهروندان باشد. لااقل برای نمایش هم که شده، ادای بی‌طرفی و فراگیر بودن را درآورند.
- عباس عبدی، چهره اصلاح‌طلب و حامی دولت نیز در توئیتی عنوان کرد: دوستی که تلویزیون می‌بیند برایم نوشت، هیچ جور نمی‌توانم توجیه کنم که صدا و سیما این اندازه مذاکرات را تخریب می‌کند و مسئولان سکوت. انتقاد و تضارب آرا هیچ ایرادی ندارد ولی این دیگر جنگ قدرت است.[۳]

## سانسور چهره اکبر هاشمی رفسنجانی
یکی دیگر از موضوعاتی که بسیار به آن توجه شده است،حذف چهره اکبر هاشمی رفسنجانی در این برنامه بود.

## پاسخ تهیه کننده مستند به انتقادات
محسن کاج کرمی در واکنش به انتقادات رسانه های دولتی و برخی شبکه های خارجی اظهار داشت:
در مستند «پایان بازی» (فروشنده ۳) یک سری ادله و اسناد درباره مذاکرات هسته‌ای و برجام مطرح شده است. انتظار ما این است که جواب ادله با ادله داده شود؛ آن هم از طرف افرادی که مدعی تحمل مخالف و آزادی بیان هستند! واقعاً از این افراد به دور است که وقتی با پرسش‌هایی دلسوزانه و توأم با استدلال و سند مواجه می‌شوند، به‌جای پاسخگویی، با شلوغ‌بازی و شانتاژ دنبال فرار از پاسخگویی باشند.